# 8 191 (nombre)
8 191 est le 5e nombre premier de Mersenne et est égal à {\displaystyle 2^{13}-1}. Ibn Fallus (1194-1239) a découvert au Moyen Âge que c'était un nombre premier.